# 沈易直
沈易直（?—?），出于吴兴沈氏，唐朝官员、外戚。

## 生平
沈易直在唐朝官至大理正、秘书监，银青光禄大夫。女儿沈氏在开元末年，以良家子选入东宫，赐给太子李亨的儿子广平王李俶，生下皇曾孙李适。李适即位後，为了敦崇外族，赠外祖父沈易直太师，沈易直之父库部员外郎、主爵员外沈介福赠太傅，沈介福之父德州刺史沈士衡赠太保，沈易良赠司空，沈易直第二子秘书少监沈震赠太尉；当时沈氏封赠拜爵的有百余人。贞元七年（791年），唐德宗李适下诏沈易直的曾祖隋朝陕县县令沈琳赠司徒，追封徐国公，与沈易直等立五庙。

## 家族
- 子：沈震，秘书少监、赠太尉
  - 孙：沈房，右金吾卫大将军
  - 孙：沈亢，将作少监，赠虢州刺史[2]
  - 孙：沈权，夔府别驾[3]
- 子：沈豫，奉天县尉、太子詹事，赠太子太傅[4][5]
  - 孙：沈角，卫尉少卿[4]
  - 孙：沈胄，太子中允[6]、太府卿[7]
  - 孙：沈羽，驸马都尉、左庶子[5]
- 子：沈济
  - 孙：沈华，殿中监
    - 曾孙：沈翚，驸马
- 女儿：沈氏
  - 外孙：唐德宗
    - 外曾孙：唐顺宗
      - 外玄孙：唐宪宗